# 卡斯特略德鲁加特
卡斯特略德鲁加特，是西班牙巴伦西亚自治区巴伦西亚省的一个市镇。总面积19平方公里，总人口2186人（2001年），人口密度115人/平方公里。